# Ava Gardner

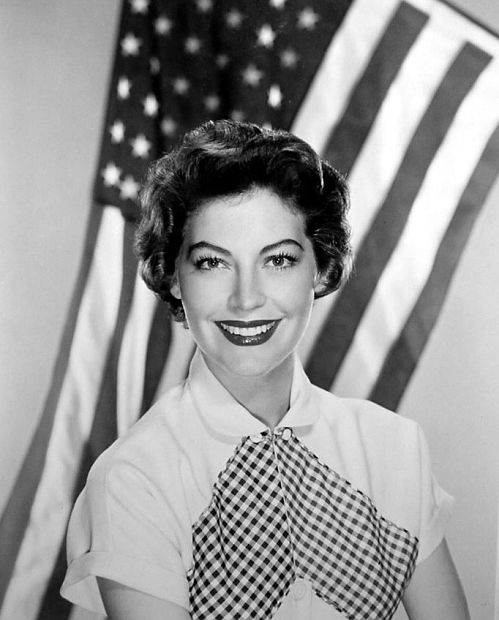
Ava Gardner 1940-tal.

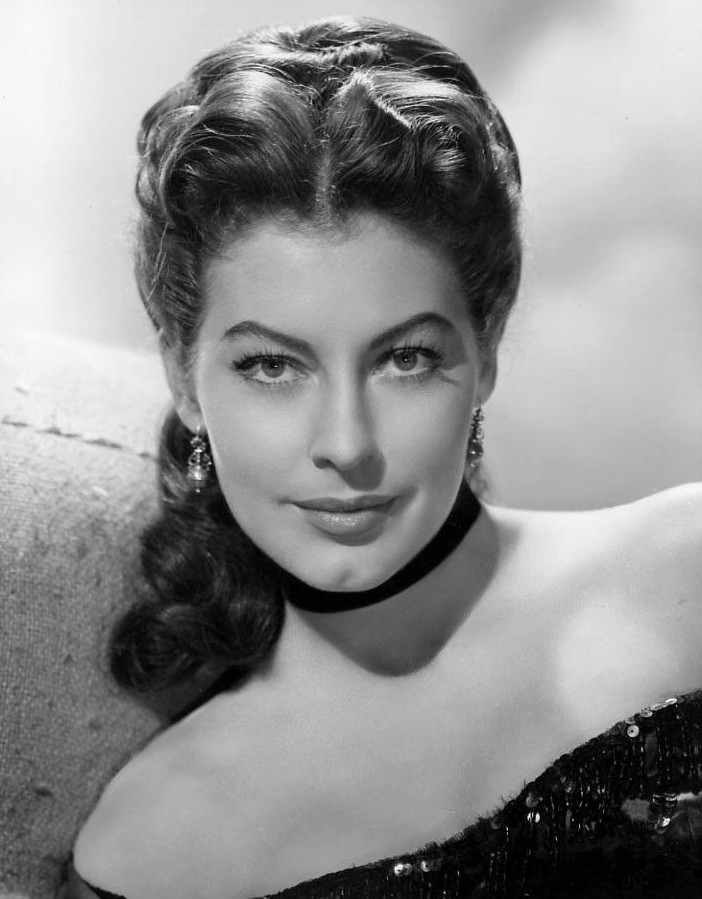
Gardner i Teaterbåten (1951).

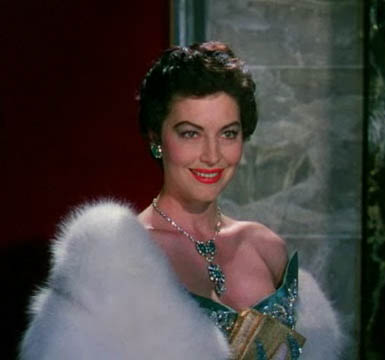
Gardner i Barfotagrevinnan (1954).

Ava Lavinia Gardner, född 24 december 1922 i Grabtown, Johnston County, North Carolina, död 25 januari 1990 i London, Storbritannien, var en amerikansk skådespelare och sångerska. Gardner kontrakterades av Metro-Goldwyn-Mayer 1941, och spelade flera små roller innan hon drog uppmärksamheten till sig med sin insats i Hämnarna (1946). Hon blev nominerad till en Oscar för bästa kvinnliga huvudroll för sin roll i Mogambo (1953), hon mottog även BAFTA och Golden Globe-nomineringar för andra filmroller.
Gardner medverkade i flera storfilmer från 1940-talet fram till 1970-talet, däribland Tvålfagra löften (1947), Teaterbåten (1951), Pandora och den flygande holländaren (1951), Snön på Kilimanjaro (1952), Barfotagrevinnan (1954), Bhowani – station i Indien (1956), På stranden (1959), 55 dagar i Peking (1963), 7 dagar i maj (1964), Iguanans natt (1964), Bibeln... i begynnelsen (1966), Häng dem snabbt (1972), Jordbävningen (1974) och På andra sidan bron (1976). Gardner rankades 1999 som nummer 25 på AFI's 100 Years...100 Stars lista över filmstjärnor från Hollywoods klassiska era.

## Biografi
Ava Gardner föddes som det yngsta av sex syskon i det lilla jordbrukarsamhället Grabtown, North Carolina som dotter till en tobaksodlare. Hon hade en olycklig barndom och tänkte sig en karriär som sekreterare, men när hon besökte sin gifta syster i New York ändrades hennes framtidsplaner. Hennes svåger tog ett foto på henne som skickades vidare till filmstudion MGM. Hon blev kallad till ett skådespelartest och 1940 befann hon sig i Hollywood. Det var dock inte "raka vägen" för Gardner. Hon fick studera drama och diktion, fick lära sig hur man sminkar sig och uppför sig i kändiskretsar. 1942 fick hon mycket publicitet när hon gifte sig med den populäre skådespelaren Mickey Rooney; paret skildes dock redan påföljande år.
Gardner fick sitt stora genombrott 1946 i filmen Hämnarna, där hon spelade mot en annan nykomling på vita duken, Burt Lancaster. Hon lanserades som en ny Rita Hayworth. Ava Gardner kom att göra drygt 60 filmroller, och ofta framhävdes hennes skönhet och sensualism.
Åren 1945–1946 var Gardner gift med musikern Artie Shaw; hon gifte om sig 1951 med Frank Sinatra. Deras stormiga äktenskap var mycket omskrivet i pressen; paret separerade 1954 och skildes 1957.
Efter separationen från Sinatra slog hon sig ned i den spanska huvudstaden Madrid, 1950-talets populäraste samlingsplats för jetsetet, och där omgav hon sig med unga playboys och matadorer. Hon gjorde stor filmcomeback 1957 i Och solen har sin gång, nu som en mogen dramaaktris. Under 1960-talet medverkade hon bland annat i John Hustons Iguanans natt och under 1970-talet i katastroffilmer som Jordbävningen, På andra sidan bron och Eldstormen. Hennes sista film var Regina Roma (1982). Hon gjorde även några tv-roller under 1980-talet.
Av skatteskäl lämnade Gardner 1968 sitt hem i Madrid och bosatte sig i London, där hon levde ett lugnt liv fram till sin död i lunginflammation 1990.
Ava Gardner är begravd i Smithfield, North Carolina; staden har numera ett Ava Gardner-museum.

## Filmografi i urval
- 1941 – Gäckande skuggan på nya äventyr! (ej krediterad)
- 1942 – Det hände i Paris (ej krediterad)
- 1944 – Tre hjärtan i otakt (ej krediterad)
- 1945 – She Went to the Races
- 1946 – Rivaler
- 1946 – Hämnarna
- 1949 – Stormen kommer
- 1949 – Den andra kvinnan
- 1951 – Pandora och den flygande holländaren
- 1951 – Teaterbåten
- 1952 – Snön på Kilimanjaro
- 1953 – Riddarna av runda bordet
- 1953 – Mogambo
- 1954 – Barfotagrevinnan
- 1956 – Bhowani - station i Indien
- 1957 – Och solen har sin gång
- 1959 – På stranden
- 1963 – 55 dagar i Peking
- 1964 – Iguanans natt
- 1964 – 7 dagar i maj
- 1966 – Bibeln... i begynnelsen
- 1968 – Mayerlingdramat
- 1972 – Häng dem snabbt
- 1974 – Jordbävningen
- 1976 – På andra sidan bron
- 1977 – Ondskans redskap
- 1979 – Eldstormen
- 1985 – Knots Landing (TV-serie) (sju avsnitt)